# KunstTour

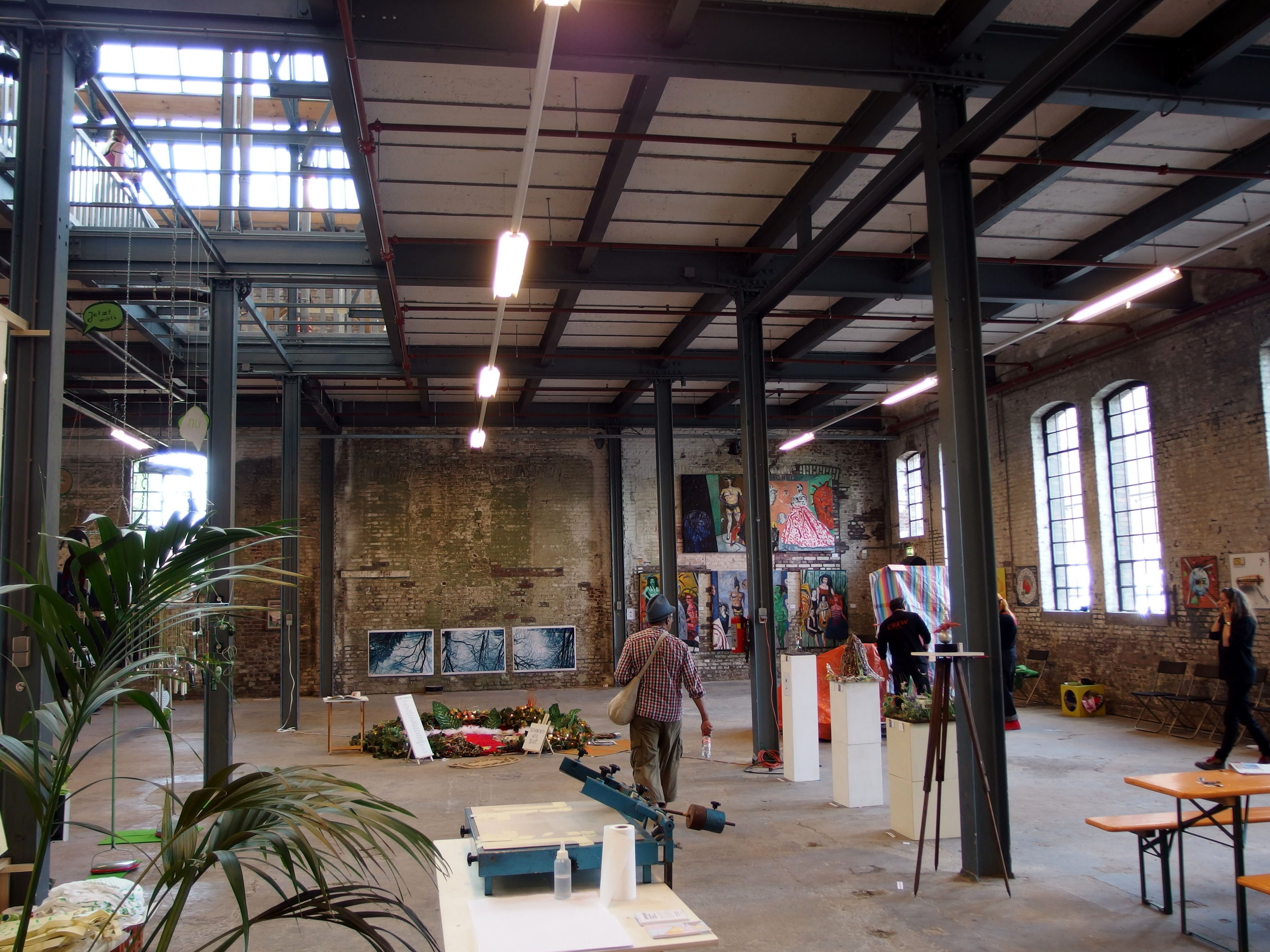
KunstTour 2014 in de Timmerfabriek

KunstTour is een jaarlijks kunstevenement in Maastricht.
Tijdens het evenement, meestal in het laatste weekend van mei, openen veel galeries en ateliers gratis hun deuren voor het publiek. Kunstenaars krijgen zo de kans hun werk onder de aandacht te brengen en bezoekers kunnen de werkplaatsen van de kunstenaars bezoeken. Met een gratis bus worden bezoekers langs de verschillende locaties vervoerd.
KunstTour wordt georganiseerd door de Stichting Art2Connect, met financiële steun van de gemeente Maastricht, de provincie Limburg, Stichting Ateliers Maastricht en het bedrijfsleven.
Het jaar 2005 leverde voor KunstTour een controversiële editie op. De hoofdlocatie dat jaar was het kraakpand Landbouwbelang. Hier vond op vrijdagavond de officiële opening plaats, met hooggeplaatsten van de gemeente en provincie, waarna er een feest begon. Om drie uur 's nachts werd het feest echter door de politie ontruimd omdat er problemen waren met de vergunning.
Vanaf 2006 vond KunstTour plaats in de wijk Statenkwartier, met als centrale locatie het filmhuis Lumière Cinema. De edities van 2010 tot en met 2014 hadden als hoofdlocatie de Timmerfabriek aan de Boschstraat of de Tapijnkazerne in het Jekerkwartier.
Voor de editie van 2015, met als thema 'Is dit kunst of kan het weg?', keerde KunstTour terug naar het Statenkwartier, waar veel andere kunstinstellingen zijn gevestigd. Centrale locatie was het gebouw van Intro in situ aan de Capucijnengang.